# VIER Toons
VIER Toons was het jeugdblok op de Vlaamse commerciële zender VIER van 26 maart tot en met 31 december 2016. Het programma vervangt het vorige jeugdblok VIER Kids, wat werd uitgezonden tot en met 31 december 2015.

## Geschiedenis
De jeugdblok op VT4 en VIER heeft door de jaren heen verschillende naamsveranderingen gehad.
- geen naam (1995)
- Inges Club (1996-2000)[2]
- De Wakkere Wekker (1997 - juni 2002)
- Boemerang (juli 2002 - 2005)[3]
- Webcameraden (september 2002 - april 2007)[3]
- MyTV (april 2007 - december 2009)[4]
- VT4 Kids (december 2009 - september 2012)[5]
- VIER Kids (september 2012 - december 2015)
- VIER Toons (maart 2016 - december 2016)[1]

Inges Club werd gepresenteerd door Inge Moerenhout. Boemerang zond het programma Stapel uit gepresenteerd door Iris Van Hoof. Enkele maanden later werd ook Webcameraden onderdeel van Boemerang. Dit werd gepresenteerd door zogenaamde Cartoon Jockeys. (CJ's) In 2005 nam Webcameraden het hele kinderblok over en vanaf januari 2006 verhuisden de kleuterprogramma's van Stapel naar VIJFtv. MyTV had geen presentatoren, maar werd voorafgegaan door enkele filmpjes gemaakt door de kijkers. Vlak na MyTV kwam het jeugdjournaal JAM, gepresenteerd door Vincenzo De Jonghe, Veerle Deblauwe en Eline De Munck.  VT4 Kids werd afwisselend gepresenteerd door Timo Descamps en Rob Teuwen. VIER Kids had geen presentatoren. In het begin had het wel zijn eigen logo, maar later werden de tekenfilms met het gewone logo van VIER uitgezonden. In de loop van 2015 werd de programmering van VIER Kids beperkt tot enkel de ochtend. Van 1 januari 2016 tot en met 25 maart 2016 kwamen er geen tekenfilmseries op VIER. Op 26 maart startte VIER Toons. Het heeft geen presentatie, maar wel een eigen logo.
Sinds 2017 komen er geen kinderprogramma's meer op VIER.

## Programma's

### VT4 Kids
VT4 Kids zond de volgende programma's uit van december 2009 tot en met de start van VIER in september 2012.
- Bakugan Battle Brawlers
- Ben 10
- Ben 10: Alien Force
- Beyblade: Metal Fusion
- Beyblade: Metal Masters
- Captain Flamingo
- Codename: Kids Next Door
- Dexter's Laboratory
- Ed, Edd n Eddy
- Fairly Odd Parents
- Grossology
- Looney Tunes
- Maisy
- Monster Buster Club
- Pokémon
- Redakai: Verover de Kairu
- Samurai Jack
- Star Wars: The Clone Wars
- Team Galaxy
- The Backyardigans
- The Life and Times of Juniper Lee
- The Powerpuff Girls
- Totally Spies!
- Transformers: Animated
- Tutenstein
- Yu-Gi-Oh!

### VIER Kids
Dit zijn alle programma's die VIER Kids heeft uitgezonden van de ochtend van 18 september 2012 tot en met 31 december 2015.

#### Uitgezonden in het Nederlands
- Bakugan
- Batman: The Brave and the Bold
- B-Daman
- Ben 10: Alien Force
- Beyblade: Metal Fusion
- Beyblade: Metal Masters
- Beyblade: Metal Fury
- BeyWheelz
- Grossology
- Green Lantern: The Animated Series
- Monster Buster Club
- Ninjago: Masters of Spinjitzu
- Pokémon
- Redakai: Verover de Kairu
- Scooby-Doo! Mystery Incorporated
- Squirrel Boy
- Star Wars: The Clone Wars
- Tenkai Knights
- The Amazing Spiez!
- ThunderCats (2011-2012)
- Tom and Jerry Tales

#### Uitgezonden in het Engels met ondertiteling
- Legion of Super Heroes (animatieserie)
- Marvel Anime: Iron Man
- Spider-Man: The New Animated Series
- Supernatural: The Animated Series
- The Looney Tunes Show
- Young Justice

### VIER Toons
Er komen enkel programma's op die al eerder op Nickelodeon te zien waren. Alle tekenfilms worden in het Nederlands uitgezonden.
- Aaahh!!! Echte Monsters
- Avatar: De Legende van Aang
- Back at the Barnyard
- CatDog
- Danny Phantom
- De Legende van Korra
- Hey Arnold!
- Monsters vs. Aliens
- Teenage Mutant Ninja Turtles
- Rien's Planeet
- Ratjetoe
- Robot en Monster
- Rocket Power

Scooby-Doo! Mystery Incorporated en The Looney Tunes Show werden ook uitgezonden, maar niet tijdens VIER Toons.